# ヴォロディミル・ゾルキン
ヴォロディミル・オレクサンドロヴィチ・ゾルキン（ウクライナ語：Володимир Олександрович Золкін、1981年9月8日 - ）はウクライナのジャーナリスト、YouTuber、活動家である。ウクライナ内務省の主導で立ち上げられたプロジェクト「Look for Your Own」に参加。自らのYouTubeチャンネルで、2022年ロシアのウクライナ侵攻中に拘束されたロシア軍捕虜にインタビューを続けている。

## 経歴

### 生い立ち
1981年、キーウで生まれ、ヴィーンヌィツャ州ジュメールィンカで育ち、第6学校で学んだ。
左官・瓦職人を育成する高等専門学校を卒業後、民兵組織に入り、ウクライナ国際人間開発オープン大学のヴィーンヌィツャ社会経済研究所を卒業。
兵役を終え、2000年代はウクライナ内務省に警察官として勤務していたが、2010年7月11日にキーウ特別市のスヴィアトシン地区のアミューズメント施設付近で喧嘩に加わった。喧嘩が止んだ後、ゾルキンと友人は士官候補生だった1人を追って再び喧嘩となり、殺人事件に発展。ゾルキンは2014年11月11日に殺人罪で懲役14年の判決を受けた。服役後、2017年1月に仮出所している。
出所後は、法務関係の仕事のかたわらウクライナ政治についてYouTubeで発信していた。

### 2022年ロシアのウクライナ侵攻後
2022年、ロシアのウクライナ侵攻が始まると、ウクライナ内務省主導で「Look for Your Own」が立ち上がり、ロシア軍の捕虜と戦死者を識別可能なチャットボットが開発された。プロジェクト開始直後に「家族を探して欲しい」というロシア人からの要望があったことから、同年3月よりゾルキンのYouTubeチャンネルで捕虜へのインタビュー動画の配信が続けられている。
本人同意が得られた捕虜に対するインタビューでは、軍歴(徴集兵・契約兵である場合はその経緯)、捕虜となった経緯、戦争についての考えなどを質問、その後にロシアにいる家族への電話を勧めている。捕虜と家族との通話の折に、ウクライナ側との捕虜交換リストに掲載されるように家族がロシア軍の所属部隊事務所に連絡を入れるよう話している。配信については家族の同意を得ている。
これらの行為は、ジュネーブ条約第13条に違反するとして非難を受けている。なお侵攻開始以来、行方不明となった兵士の家族たちの相談に乗っているロシア兵士の母の委員会連合(USCM)事務局長のヴァレンティーナ・メリニコフは、以下の理由により倫理違反の話は出来ないとコメントしている。
- ロシア当局は行方不明者の一切を機密扱いとし、母の会委員会連合はウクライナ側から氏名・IDナンバーやデータも正確な死傷兵リストを得ていること[8]。
- ロシアとウクライナ双方が合法的かつ公にリストを交換していれば、問題は起こらず、インタビューも必要ない。しかしロシア側がリストを公開しておらず、兵士の家族にとって動画が唯一の情報源であり、必要不可欠であること[9]。